# Cicci Hallström
Cicci Hallström, född 1980 i Borlänge, är en svensk programledare och journalist som sedan 2011 jobbar på P4 Morgon Göteborg.
Hon började sin karriär på folkhögskolan Södra Vätterbygdens radioutbildning. Under hösten 2010 gick hon från nyhetsankare i Göteborg till programledare på TV4 i Kalla Fakta, där hon efterträdde Peter Lindgren. I maj 2011 lämnade hon TV-jobbet för radio och P4 Göteborgs morgonprogram.